# Rudolf Werner
Rudolf Werner (ur. 31 marca 1920 w Hanowerze, zm. 7 maja 1996 tamże) – niemiecki polityk i przedsiębiorca, parlamentarzysta krajowy i europejski.

## Życiorys
Syn inżyniera, wywodził się z rodziny zajmującej się od kilku pokoleń handlem hurtowym tekstyliami. Kształcił się w szkole realnej i City of London College, odbył praktykę handlową. Od 1939 do 1945 walczył w Wehrmachcie, dochodząc do rangi lejtnanta rezerwy. Do 1946 przebywał w amerykańskiej niewoli w obozie jenieckim Camp Trinidad w stanie Kolorado. Od 1941 zasiadał w zarządach różnych spółek. Został także wiceprezesem Deutschen Stiftung für internationale Entwicklung, państwowej organizacji zajmującej się pomocą rozwojową dla krajów rozwijających się, zajmował się mediacją w konfliktach na Bliskim Wschodzie.
W 1946 wstąpił do Unii Chrześcijańsko-Demokratycznej, kierował jej strukturami w powiecie Hanower. Od 1959 do 1961 zasiadał w radzie miejskiej Hamburga. W latach 1959–1965 i 1969–1972 członek Bundestagu, a od 1970 do 1973 deputowany Parlamentu Europejskiego.

## Odznaczenia
Odznaczony Krzyżem Zasługi I Klasy Orderu Zasługi Republiki Federalnej Niemiec (1972).